# Cees Nooteboom
Cornelis Johannes Jacobus Maria Nooteboom, detto Cees (L'Aia, 31 luglio 1933), è uno scrittore olandese. La sua opera comprende lavori di poesia, narrativa, drammaturgia, commedia e cronaca di viaggio tradotti in più di trenta lingue, per i quale ha ricevuto riconoscimenti di valore fra cui più d'una candidatura al Nobel. Come giornalista, ha seguito come testimone tre momenti cruciali del secondo Novecento: l'invasione di Budapest nel 1956, la contestazione del Maggio francese nel 1968 e la caduta del muro di Berlino nel 1989.

## Biografia

### Infanzia e adolescenza

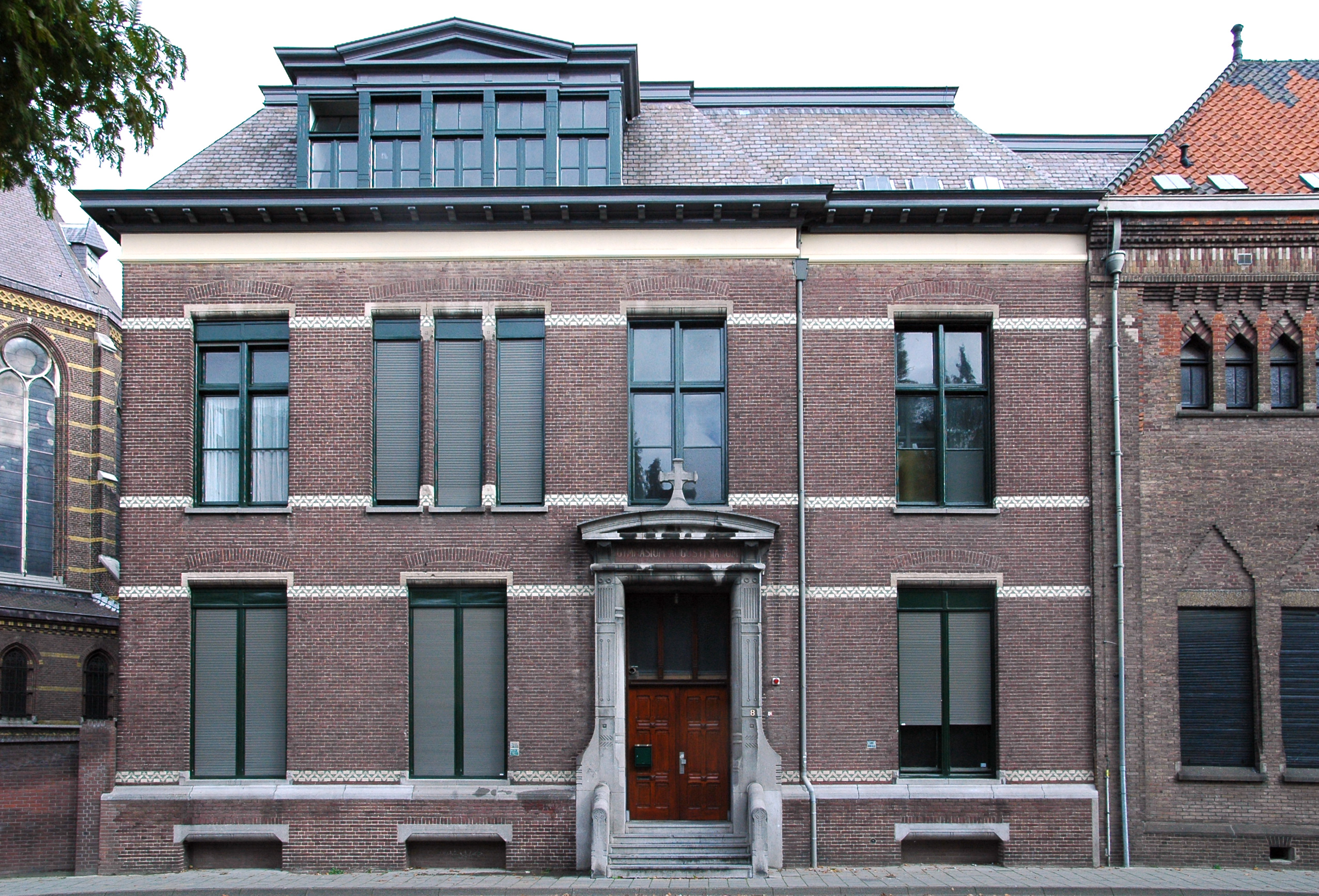
Una vecchia sede del Gymnasium Augustinianum

Cees Nooteboom è nato da Hubertus Nooteboom e da Johanna Pessers. Oltre ai due genitori e a Cees, la famiglia comprendeva anche Hanneke, le figlia di un anno più grande di Cees, e Huub, nato nel 1940. Giovanissimo, lo scrittore visse l'esperienza dell'invasione nazista dell'Olanda e i bombardamenti della Luftwaffe sul campo di aviazione di Ypenburg, ai margini meridionali della città dell'Aia. La guerra gli lasciò anche la ferita familiare dovuta all'abbandono del padre, che si risposò nel 1944 e generò un figlio in seconde nozze, Hugo, prima di morire nella primavera dell'anno successivo in conseguenza delle ferite riportate in un bombardamento tedesco. Quando la guerra finì, la madre radunò la famiglia e con essa si trasferì a Tilburg.
L'istruzione superiore di Nooteboom fu discontinua, ma nonostante l'irregolarità del percorso il giovane studiò con profitto in particolare le lingue classiche e la storia dell'arte, considerate dallo scrittore determinanti nella sua crescita culturale. Nooteboom frequentò dapprima il Sint Odulphus Lyceum di Tilburg, poi si spostò a Venray proseguendo la formazione nel convitto di un istituto cattolico gestito dai frati francescani, il Gymnasium Immaculatae Conceptionis, dove seguì il secondo e il terzo anno. Il quarto anno ebbe luogo presso un Liceo Cattolico Romano di Hilversum, città dell'Olanda settentrionale, dove si era trasferito con la madre. Il corso di studi si concluse all'Augustinianum, un monastero agostiniano di Eindhoven.

### Maturità

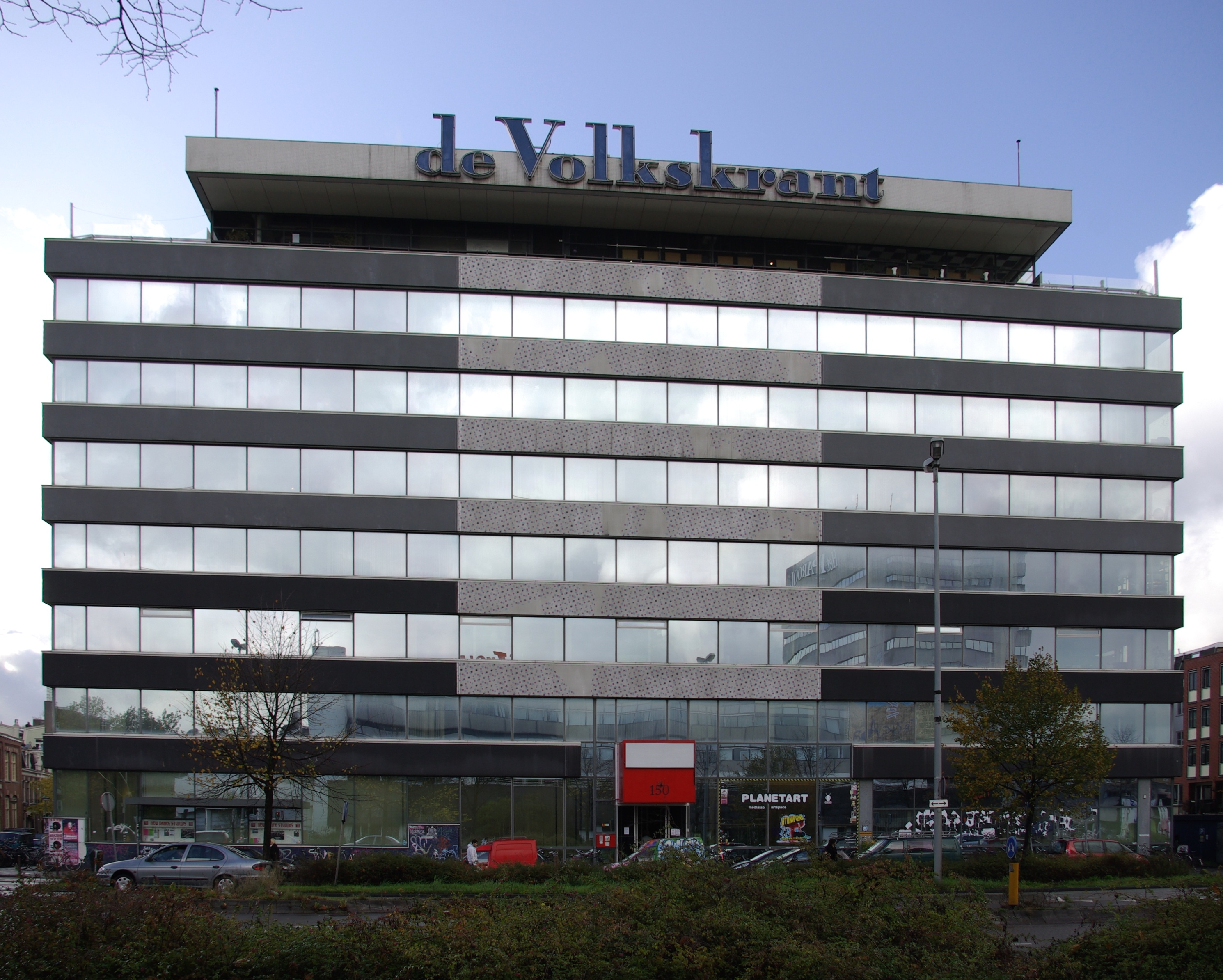
La sede del de Volkskrant

Dopo aver conseguito il diploma, Nooteboom lavorò in banca a Hilversum e svolse altri lavori impiegatizi. Agli inizi degli anni cinquanta viaggiò in autostop girando per la penisola scandinava e visitando la parte meridionale della Francia – vicende che sarebbero state riprese nella sua prima opera di narrativa. Per amore di una ragazza, si arruolò come mozzo su una nave diretta in America meridionale, ulteriore esperienza da cui trasse spunto per le sue cronache di viaggi. Poi, nel 1954, si stabilì ad Amsterdam e tre anni dopo si sposò con Fanny Lichtveld. Esordì nel giornalismo nel 1956, scrivendo sul quotidiano Het Parool dell'ingresso delle truppe sovietiche a Budapest, e in seguito coi suoi scritti collaborò alla rivista Elseviers Weekblad.

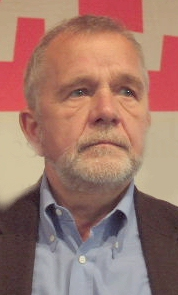
Rüdiger Safranski

Nel decennio successivo lavorò come giornalista e inviato al de Volkskrant, ed ebbe l'opportunità di seguire le evoluzioni sociali del periodo, con particolare riguardo al Maggio francese. L'inquietudine esistenziale lo spinse a scegliere la dimensione del viaggio, che avrebbe seguito per tutta la vita. Le esperienze maturate resero così possibili nel tempo i suoi reportage da Iran, Gambia, Germania, Giappone, Inghilterra, Madeira, Malesia, Marocco, India e Tunisia; e lo portarono a determinare l'importanza fondamentale che la cultura araba ha avuto nel superamento del Medioevo, nella fioritura del Rinascimento e perciò nella fisionomia dell'Europa moderna; e a indicare la necessità di ricomporre il dissidio fra Occidente e mondo arabo. Il 1989 lo vide a Berlino, dove lo scrittore entrò in relazione col filosofo Rüdiger Safranski e con una cerchia di artisti fra i quali il pittore Max Neumann. Nei tre decenni tra i Sessanta e gli Ottanta, Nooteboom scrisse anche delle sue avventure di viaggio sui periodici Avenue ed Elsevier.
Il matrimonio con Fanny Lichtveld si ruppe nel 1964. Successivamente, dal 1965 al 1979 Nooteboom condusse una relazione con la cantante connazionale Liesbeth List, a cui dedicò dei versi. Dal 1970, quando è nel suo Paese lo scrittore abita nella città vecchia di Amsterdam, in una casa del primo Settecento. Altrimenti trascorre lunghi periodi nell'isola spagnola di Minorca.

## Carriera artistica
Nooteboom, oltre a essersi impegnato alla redazioni di articoli in forma di saggi o di cronache su diverse testate olandesi, si è dedicato alla poesia e alla narrativa. L'opera di esordio è un romanzo del 1955, Philip en de anderen, che riprende le impressioni dei primi viaggi di Nooteboom e che, scritto due anni prima di On the Road di Kerouac, fa del racconto un anticipatore della Beat Generation. Lo scrittore olandese prosegue con una raccolta di poesie del 1956, De doden zoeken een huis, a cui fa seguire un'altra antologia di versi, Het schwarze gedicht, pubblicata nel 1960, e, quattro anni dopo, Gesloten gedichten. Del 1963 è nouveau roman intitolato De ridder is gestorven.

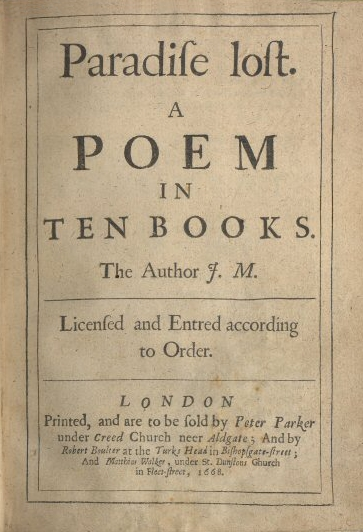
Paradise Lost di Milton

Il punto di svolta nella carriera di Nooteboom si ha nel 1980: la pubblicazione del romanzo Rituelen, successivamente trasposto in un'opera cinematografica, gli dà fama internazionale e stimola gli studi critici dell'opera. Negli anni ottanta l'artista alterna poesia e narrativa: il romanzo Een lied van schijn en wezen, le liriche di Aas (1982), due anni dopo il romanzo favolistico In Nederland (1984), il lavoro poetico Het gezicht van ten oog (1989); poi, negli anni novanta, la raccolta di versi Rollende stenen (1991),  il romanzo Volgende verhaal (1993); e un altro romanzo, Allerzielen (1998), in cui Berlino dà l'occasione per una riflessione sul nesso fra Storia e attualità. Nel frattempo, Nooteboom dà alle stampe reportage riguardanti i suoi giri per il mondo: Een nacht in Tunesie (1965), Een avond in Isfahan: reisverhalen uit Perzie, Gambia, Duitsland, Japan, Engeland, Madeira, en Maleisie (1978), De zucht naar het Westen (1985), Berlijnse notities (1990). La sua conoscenza diretta della Spagna gli offre il modo di cimentarsi in una produzione filmica, un lungometraggio sul pellegrinaggio a Santiago di Compostela, sèguito dalla pubblicazione nel 1992 del libro De omweg naar Santiago.
Anche in questo secolo, Nooteboom ha intervallato opere di natura diversa: dal riflessivo Nootebooms hotel  (2002) a Paradijs verloren (2004), romanzo che prende le mosse da alcuni versi di Paradiso perduto di John Milton; Het geluid van Zijn naam. Reizen door de Islamitische wereld (2005), che raccoglie le note dello scrittore durante la sua esperienza nel mondo arabo; ‘s Nachts komen de vossen: verhalen (2009), collezione di otto racconti che si snodano attraverso l'indagine di vecchie foto; Brieven aan Poseidon, saggio in forma epistolare (2012).

## Fortuna critica
Specie dopo il 1980, la critica ha messo in risalto il valore di Cees Nooteboom, considerandolo uno fra gli scrittori europei di maggiore spessore e versatilità, assieme arguto umorista, filosofo penetrante, storico attento, viaggiatore curioso e appassionato. Paragonato a Borges, Calvino e Nabokov e definito dal New York Times «una delle voci più alte nel coro degli autori contemporanei.», ha riscosso molto successo di critica e di pubblico anche a seguito di lusinghiere presentazioni televisive dei suoi lavori.
Ha ricevuto molti premi letterari in patria, fra i quali il Constantijn Huygensprijs e il Premio della letteratura nederlandese. I riconoscimenti sono arrivati anche dalle massime istituzioni di Paesi come Francia, Germania, Cile, Spagna e Belgio. Lo scrittore è stato insignito della Laurea ad honorem da parte delle università di Bruxelles, Berlino e Nijmegen.

## Opere
- 1955: Philip en de anderen
- 1956: De doden zoeken een huis
- 1958: De verliefde gevangene
- 1959: Koude gedichten
- 1959: De zwanen van de Theems
- 1960: Het zwarte gedicht
- 1963: De ridder is gestorven
- 1963: Een middag in Bruay
- 1965: Een nacht in Tunesië
- 1968: Een ochtend in Bahia
- 1971: Bitter Bolivia, Maanland Mali
- 1978: Open als een schelp - dicht als een steen
- 1978: Een avond in Isfahan
- 1980: Rituelen
- 1980: Nooit gebouwd Nederland
- 1981: Een lied van schijn en wezen
- 1981: Voorbije passages
- 1982: Mokusei! Een liefdesverhaal
- 1982: Aas
- 1982: Gyges en Kandaules. Een koningsdrama
- 1983: Waar je gevallen bent, blijf je
- 1983: In Nederland
- 1984: Vuurtijd, IJstijd. Gedichten 1955-1983
- 1985: De zucht naar het Westen
- 1986: Het Spaanse van Spanje
- 1986: De Boeddha achter de schutting. Aan de oever van de Chaophraya
- 1988: De brief
- 1989: Het gezicht van het oog
- 1989: De wereld een reiziger

- 1990: Berlijnse notities
- 1991: Vreemd water
- 1991: Het volgende verhaal
- 1992: Zurbarán & Cees Nooteboom
- 1992: De omweg naar Santiago
- 1993: De koning van Suriname
- 1993: De ontvoering van Europa
- 1993: Zelfportret van een ander. Dromen van het eiland en de stad van vroeger
- 1993: De atlas van Cees Nooteboom
- 1994: Mokusei! & De Boeddha achter de schutting
- 1995: Van de lente de dauw. Oosterse reizen
- 1997: De filosoof zonder ogen. Europese reizen
- 1998: Allerzielen
- 1999: Zo kon het zijn
- 2000: Bitterzoet. Honderd gedichten van vroeger en zeventien nieuwe
- 2002: Nootebooms Hotel
- 2004: Met andere woorden
- 2004: Paradijs verloren
- 2005: Het geluid van Zijn naam. Reizen door de Islamitische wereld
- 2007: Tumbas. Graven van dichters en denkers
- 2007: Rode regen
- 2008: Verleden als eigenschap. Kronieken 1961/1968
- 2009 ’s Nachts komen de vossen
- 2009: Berlijn 1989/2009
- 2009: Raadsel van het licht
- 2009: Journal de bord. Verre reizen[13]

### Traduzioni in italiano
- Il canto dell'essere e dell'apparire, traduzione di Fulvio Ferrari, Milano, Iperborea, 1991, ISBN 9788870910223, OCLC 797647596.
- Rituali, trad. di Fulvio Ferrari, Milano, Iperborea, 1993;
- Mokusei, trad. di Fulvio Ferrari, Milano, Iperborea, 1994;
- Le montagne dei Paesi Bassi, trad. di Fulvio Ferrari, Milano, Iperborea, 1996;
- Verso Santiago. Itinerari spagnoli, trad. di Laura Pignatti, Milano, Feltrinelli, 1996;
- Autoritratto di un altro, trad. di Fulvio Ferrari, Milano, Crocetti, 1998;
- La storia seguente, trad. di Fulvio Ferrari, Milano, Iperborea, 2000;
- Il giorno dei morti, trad. di Fulvio Ferrari, Milano, Iperborea, 2001;
- Philip e gli altri, trad. di David Santoro, Milano, Iperborea, 2005;
- Perduto il paradiso, trad. di Fulvio Ferrari, Milano, Iperborea, 2006;
- Le volpi vengono di notte, trad. di Fulvio Ferrari, Milano, Iperborea, 2010;
- Avevo mille vite e ne ho presa una sola, trad. di Marco Agosta e Fulvio Ferrari, Milano, Iperborea, 2011;
- Il suono del suo nome. Viaggi nel mondo islamico, trad. di Laura Pignatti, Firenze, Ponte alle Grazie, 2012;
- Lettere a Poseidon, trad. di Fulvio Ferrari, Milano, Iperborea, 2013;
- Tumbas. Tombe di poeti e pensatori, trad. di Fulvio Ferrari, Iperborea, 2015;
- Cerchi infiniti, trad. di Laura Pignatti, Milano, Iperborea, 2017;
- 533 Il libro dei giorni, trad. di Fulvio Ferrari, Milano, Iperborea, 2019;
- Addio, trad. di Fulvio Ferrari, Milano, Iperborea, 2020.
- Venezia, trad. Fulvio Ferrari, Milano, Iperborea, 2021